# Dyschoriste ovata
Dyschoriste ovata là một loài thực vật có hoa trong họ Ô rô. Loài này được (Cav.) Kuntze mô tả khoa học đầu tiên năm 1891.